# Aleksej Aravin
Aleksej Aleksandrovič Aravin (in russo Алексей Александрович Аравин?; Ul'janovsk, 9 luglio 1986) è un ex calciatore russo, di ruolo difensore.

## Carriera
Ha giocato nella massima serie russa.